# Campeonato Mundial de Balonmano Masculino Juvenil de 2013
El V Campeonato Mundial de Balonmano Masculino Juvenil se celebrara en Hungría, en la ciudad de Budaörs y Erdentre el 10 de agosto y el 23 de agosto de 2013 bajo la organización de la Federación Internacional de Balonmano (IHF).

## Grupos
| Grupo A     | Grupo B       | Grupo C   | Grupo D   |
| ----------- | ------------- | --------- | --------- |
| Japón       | Suecia        | España    | Hungría   |
| Dinamarca   | Túnez         | Argentina | Venezuela |
| Egipto      | Eslovenia     | Brasil    | Alemania  |
| Bielorrusia | Rumania       | Croacia   | Noruega   |
| Chile       | Corea del Sur | Francia   | Austria   |
| Serbia      | Catar         | Angola    | Gabón     |

## Primera Fase
- Todos los partidos en la hora local de Hungría (UTC+1).

Los primeros cuatro de cada grupo clasifican a octavos de final. Los equipos restantes juegan entre sí por los puestos del 13 al 24.

### Grupo A
| Equipo      | J | G | E | P | GF  | GC  | DG  | PTS |
| ----------- | - | - | - | - | --- | --- | --- | --- |
| Dinamarca   | 5 | 5 | 0 | 0 | 177 | 119 | 58  | 10  |
| Egipto      | 5 | 3 | 0 | 2 | 181 | 151 | 30  | 6   |
| Serbia      | 5 | 3 | 0 | 2 | 161 | 142 | 19  | 6   |
| Bielorrusia | 5 | 3 | 0 | 2 | 142 | 138 | 4   | 6   |
| Japón       | 5 | 1 | 0 | 4 | 152 | 177 | -25 | 2   |
| Chile       | 5 | 0 | 0 | 5 | 105 | 191 | -86 | 0   |

- Resultados

| Fecha | Hora  | Partido     | Partido | Partido     | Resultado |
| ----- | ----- | ----------- | ------- | ----------- | --------- |
| 10.08 | 09:30 | Dinamarca   | -       | Japón       | 39-27     |
| 10.08 | 11:45 | Egipto      | -       | Chile       | 53-22     |
| 10.08 | 14:00 | Bielorrusia | -       | Serbia      | 26-23     |
| 11.08 | 16:00 | Japón       | -       | Egipto      | 36-38     |
| 11.08 | 18:15 | Serbia      | -       | Dinamarca   | 32-38     |
| 11.08 | 20:30 | Chile       | -       | Bielorrusia | 23-27     |
| 13.08 | 09:30 | Dinamarca   | -       | Chile       | 38-17     |
| 13.08 | 11:45 | Egipto      | -       | Bielorrusia | 37-30     |
| 13.08 | 14:00 | Japón       | -       | Serbia      | 29-37     |
| 14.08 | 16:00 | Egipto      | -       | Serbia      | 30-33     |
| 14.08 | 13:45 | Bielorrusia | -       | Dinamarca   | 20-32     |
| 14.08 | 20:00 | Chile       | -       | Japón       | 24-37     |
| 16.08 | 09:30 | Serbia      | -       | Chile       | 36-19     |
| 16.08 | 11:45 | Bielorrusia | -       | Japón       | 39-23     |
| 16.08 | 14:00 | Dinamarca   | -       | Egipto      | 30-23     |

### Grupo B
| Equipo        | J | G | E | P | GF  | GC  | DG  | PTS |
| ------------- | - | - | - | - | --- | --- | --- | --- |
| Suecia        | 5 | 5 | 0 | 0 | 169 | 121 | 48  | 10  |
| Catar         | 5 | 3 | 0 | 2 | 122 | 140 | -18 | 6   |
| Eslovenia     | 5 | 2 | 1 | 2 | 151 | 142 | 9   | 5   |
| Rumania       | 5 | 2 | 1 | 2 | 150 | 147 | 3   | 5   |
| Corea del Sur | 5 | 1 | 0 | 4 | 155 | 174 | -19 | 2   |
| Túnez         | 5 | 1 | 0 | 4 | 121 | 144 | -23 | 2   |

- Resultados

| Fecha | Hora  | Partido       | Partido | Partido       | Resultado |
| ----- | ----- | ------------- | ------- | ------------- | --------- |
| 10.08 | 16:15 | Suecia        | -       | Túnez         | 32-22     |
| 10.08 | 18:30 | Eslovenia     | -       | Rumania       | 27-27     |
| 10.08 | 20:45 | Catar         | -       | Corea del Sur | 33-32     |
| 12.08 | 13:45 | Rumania       | -       | Catar         | 32-27     |
| 12.08 | 16:00 | Túnez         | -       | Eslovenia     | 29-32     |
| 12.08 | 18:15 | Corea del Sur | -       | Suecia        | 28-37     |
| 13.08 | 16:15 | Eslovenia     | -       | Catar         | 25-26     |
| 13.08 | 18:30 | Túnez         | -       | Corea del Sur | 31-30     |
| 13.08 | 20:45 | Suecia        | -       | Rumania       | 38-29     |
| 15.08 | 14:00 | Eslovenia     | -       | Corea del Sur | 39-28     |
| 15.08 | 16:15 | Catar         | -       | Suecia        | 14-30     |
| 15.08 | 18:30 | Rumania       | -       | Túnez         | 28-18     |
| 16.08 | 16:15 | Corea del Sur | -       | Rumania       | 37-34     |
| 16.08 | 18:30 | Catar         | -       | Túnez         | 22-21     |
| 16.08 | 14:00 | Suecia        | -       | Eslovenia     | 32-28     |

### Grupo C
| Equipo    | J | G | E | P | GF  | GC  | DG  | PTS |
| --------- | - | - | - | - | --- | --- | --- | --- |
| Croacia   | 5 | 4 | 0 | 1 | 165 | 129 | 36  | 8   |
| España    | 5 | 4 | 0 | 1 | 156 | 126 | 30  | 8   |
| Brasil    | 5 | 3 | 0 | 4 | 163 | 123 | 40  | 6   |
| Francia   | 5 | 3 | 0 | 2 | 156 | 127 | 29  | 6   |
| Argentina | 5 | 1 | 0 | 4 | 122 | 172 | -50 | 2   |
| Angola    | 5 | 0 | 0 | 5 | 110 | 195 | -85 | 0   |

- Resultados

| Fecha | Hora  | Partido   | Partido | Partido   | Resultado |
| ----- | ----- | --------- | ------- | --------- | --------- |
| 10.08 | 09:30 | España    | -       | Brasil    | 24-25     |
| 10.08 | 11:45 | Croacia   | -       | Francia   | 29-28     |
| 10.08 | 14:00 | Argentina | -       | Angola    | 30-26     |
| 12.08 | 16:00 | Brasil    | -       | Croacia   | 29-30     |
| 12.08 | 18:15 | Angola    | -       | España    | 21-38     |
| 12.08 | 20:30 | Francia   | -       | Argentina | 28-22     |
| 13.08 | 14:00 | Brasil    | -       | Angola    | 39-18     |
| 13.08 | 16:15 | Croacia   | -       | Argentina | 39-18     |
| 13.08 | 20:45 | España    | -       | Francia   | 31-25     |
| 15.08 | 14:00 | Croacia   | -       | Angola    | 39-25     |
| 15.08 | 16:15 | Argentina | -       | España    | 27-34     |
| 15.08 | 18:30 | Francia   | -       | Brasil    | 26-25     |
| 16.08 | 14:00 | Argentina | -       | Brasil    | 25-45     |
| 16.08 | 16:15 | España    | -       | Croacia   | 29-28     |
| 16.08 | 20:45 | Angola    | -       | Francia   | 20-49     |

### Grupo D
| Equipo    | J | G | E | P | GF  | GC  | DG  | PTS |
| --------- | - | - | - | - | --- | --- | --- | --- |
| Alemania  | 5 | 5 | 0 | 0 | 197 | 109 | 88  | 10  |
| Noruega   | 5 | 4 | 0 | 1 | 163 | 116 | 47  | 8   |
| Austria   | 5 | 2 | 1 | 2 | 142 | 112 | 30  | 5   |
| Hungría   | 5 | 2 | 1 | 2 | 134 | 120 | 14  | 5   |
| Venezuela | 5 | 1 | 0 | 4 | 99  | 193 | -94 | 2   |
| Gabón     | 5 | 0 | 0 | 5 | 99  | 184 | -85 | 0   |

- Resultados

| Fecha | Hora  | Partido   | Partido | Partido   | Resultado |
| ----- | ----- | --------- | ------- | --------- | --------- |
| 09.08 | 19:30 | Hungría   | -       | Venezuela | 39-17     |
| 10.08 | 16:15 | Alemania  | -       | Noruega   | 37-30     |
| 10.08 | 18:30 | Austria   | -       | Gabón     | 37-22     |
| 11.08 | 16:00 | Noruega   | -       | Austria   | 24-22     |
| 11.08 | 20:30 | Gabón     | -       | Hungría   | 17-29     |
| 11.08 | 18:15 | Venezuela | -       | Alemania  | 19-46     |
| 13.08 | 09:30 | Noruega   | -       | Venezuela | 40-16     |
| 13.08 | 11:45 | Alemania  | -       | Gabón     | 43-12     |
| 13.08 | 18:30 | Austria   | -       | Hungría   | 20-20     |
| 14.08 | 16:00 | Austria   | -       | Venezuela | 38-15     |
| 14.08 | 18:15 | Hungría   | -       | Alemania  | 23-40     |
| 14.08 | 18:15 | Gabón     | -       | Noruega   | 18-43     |
| 16.08 | 09:30 | Venezuela | -       | Gabón     | 32-30     |
| 16.08 | 18:15 | Hungría   | -       | Noruega   | 23-26     |
| 16.08 | 20:45 | Alemania  | -       | Austria   | 31-25     |

## Fase final
|  | Octavos de final | Octavos de final |           |           | Cuartos de final | Cuartos de final |  |           | Semifinales | Semifinales |          |              | Final        | Final       |  |
|  | 22               | 22               |           |           | 24 de julio      | 24 de julio      |  |           | 26 de julio | 26 de julio |          |              | 28 de julio  | 28 de julio |  |
|  |                  |                  |           |           |                  |                  |  |           |             |             |          |              |              |             |  |
|  |                  |                  |           |           |                  |                  |  |           |             |             |          |              |              |             |  |
|  | Suecia           | 31               |           |           |                  |                  |  |           |             |             |          |              |              |             |  |
|  | Suecia           | 31               |           |           |                  |                  |  |           |             |             |          |              |              |             |  |
|  | Bielorrusia      | 27               |           |           |                  |                  |  |           |             |             |          |              |              |             |  |
|  | Bielorrusia      | 27               |           | Suecia    | 22               |                  |  |           |             |             |          |              |              |             |  |
|  |                  |                  |           | Suecia    | 22               |                  |  |           |             |             |          |              |              |             |  |
|  |                  |                  | Croacia   | 27        |                  |                  |  |           |             |             |          |              |              |             |  |
|  | Austria          | 25               | Croacia   | 27        |                  |                  |  |           |             |             |          |              |              |             |  |
|  | Austria          | 25               |           |           |                  |                  |  |           |             |             |          |              |              |             |  |
|  | Croacia          | 29               |           |           |                  |                  |  |           |             |             |          |              |              |             |  |
|  | Croacia          | 29               |           |           |                  |                  |  | Croacia   | 29          |             |          |              |              |             |  |
|  |                  |                  |           |           |                  |                  |  | Croacia   | 29          |             |          |              |              |             |  |
|  |                  |                  | Alemania  | 26        |                  |                  |  |           |             |             |          |              |              |             |  |
|  | Eslovenia        | 33               | Alemania  | 26        |                  |                  |  |           |             |             |          |              |              |             |  |
|  | Eslovenia        | 33               |           |           |                  |                  |  |           |             |             |          |              |              |             |  |
|  | Egipto           | 29               |           |           |                  |                  |  |           |             |             |          |              |              |             |  |
|  | Egipto           | 29               |           | Eslovenia | 32               |                  |  |           |             |             |          |              |              |             |  |
|  |                  |                  |           | Eslovenia | 32               |                  |  |           |             |             |          |              |              |             |  |
|  |                  |                  | Alemania  | 37        |                  |                  |  |           |             |             |          |              |              |             |  |
|  | Alemania         | 35               | Alemania  | 37        |                  |                  |  |           |             |             |          |              |              |             |  |
|  | Alemania         | 35               |           |           |                  |                  |  |           |             |             |          |              |              |             |  |
|  | Brasil           | 26               |           |           |                  |                  |  |           |             |             |          |              |              |             |  |
|  | Brasil           | 26               |           |           |                  |                  |  |           |             |             |          | Croacia      | 26           |             |  |
|  |                  |                  |           |           |                  |                  |  |           |             |             |          | Croacia      | 26           |             |  |
|  |                  |                  | Dinamarca | 32        |                  |                  |  |           |             |             |          |              |              |             |  |
|  | Francia          | 25               | Dinamarca | 32        |                  |                  |  |           |             |             |          |              |              |             |  |
|  | Francia          | 25               |           |           |                  |                  |  |           |             |             |          |              |              |             |  |
|  | Noruega          | 35               |           |           |                  |                  |  |           |             |             |          |              |              |             |  |
|  | Noruega          | 35               |           | Noruega   | 19               |                  |  |           |             |             |          |              |              |             |  |
|  |                  |                  |           | Noruega   | 19               |                  |  |           |             |             |          |              |              |             |  |
|  |                  |                  | Dinamarca | 35        |                  |                  |  |           |             |             |          |              |              |             |  |
|  | Dinamarca        | 35               | Dinamarca | 35        |                  |                  |  |           |             |             |          |              |              |             |  |
|  | Dinamarca        | 35               |           |           |                  |                  |  |           |             |             |          |              |              |             |  |
|  | Rumania          | 14               |           |           |                  |                  |  |           |             |             |          |              |              |             |  |
|  | Rumania          | 14               |           |           |                  |                  |  | Dinamarca | 32          |             |          |              |              |             |  |
|  |                  |                  |           |           |                  |                  |  | Dinamarca | 32          |             |          |              |              |             |  |
|  |                  |                  | España    | 23        |                  |                  |  |           |             |             |          |              |              |             |  |
|  | España           | 25               | España    | 23        |                  |                  |  |           |             |             |          |              |              |             |  |
|  | España           | 25               |           |           |                  |                  |  |           |             |             |          |              |              |             |  |
|  | Hungría          | 23               |           |           |                  |                  |  |           |             |             |          |              |              |             |  |
|  | Hungría          | 23               |           | España    | 21               |                  |  |           |             |             |          | Tercer lugar | Tercer lugar |             |  |
|  |                  |                  |           | España    | 21               |                  |  |           |             |             |          | Tercer lugar | Tercer lugar |             |  |
|  |                  |                  | Serbia    | 20        |                  |                  |  |           |             |             |          |              |              |             |  |
|  | Serbia           | 27               | Serbia    | 20        |                  |                  |  |           |             |             | Alemania | 29           |              |             |  |
|  | Serbia           | 27               |           |           |                  |                  |  |           |             |             | Alemania | 29           |              |             |  |
|  | Catar            | 24               |           |           |                  |                  |  |           |             |             |          |              | España       | 23          |  |
|  | Catar            | 24               |           |           |                  |                  |  |           |             |             |          |              | España       | 23          |  |
|  |                  |                  |           |           |                  |                  |  |           |             |             |          |              |              |             |  |

### Octavos de final
| Fecha | Hora  | Partido¹  | Partido¹ | Partido¹    | Resultado |
| ----- | ----- | --------- | -------- | ----------- | --------- |
| 18.08 | 14:00 | Suecia    | -        | Bielorrusia | 31-27     |
| 18.08 | 16:15 | Austria   | -        | Croacia     | 25-29     |
| 18.08 | 18:30 | Eslovenia | -        | Egipto      | 33-29     |
| 18.08 | 20:45 | Alemania  | -        | Brasil      | 35-26     |
| 18.08 | 14:00 | Francia   | -        | Noruega     | 25-35     |
| 18.08 | 16:15 | Dinamarca | -        | Rumania     | 35-14     |
| 18.08 | 18:30 | España    | -        | Hungría     | 25-23     |
| 18.08 | 20:45 | Serbia    | -        | Catar       | 27-24     |

### Cuartos de final
| Fecha | Hora  | Partido¹  | Partido¹ | Partido¹  | Resultado |
| ----- | ----- | --------- | -------- | --------- | --------- |
| 20.08 | 10:00 | Suecia    | -        | Croacia   | 22-27     |
| 20.08 | 12:30 | Eslovenia | -        | Alemania  | 32-37     |
| 20.08 | 10:00 | Noruega   | -        | Dinamarca | 19-35     |
| 20.08 | 12:30 | Serbia    | -        | España    | 20-21     |

### SemiFinales
| Fecha | Hora  | Partido¹  | Partido¹ | Partido¹ | Resultado |
| ----- | ----- | --------- | -------- | -------- | --------- |
| 21.08 | 17:30 | Croacia   | -        | Alemania | 29-26     |
| 21.08 | 21:00 | Dinamarca | -        | España   | 32-23     |

### 3 Puesto
| Fecha | Hora  | Partido¹ | Partido¹ | Partido¹ | Resultado |
| ----- | ----- | -------- | -------- | -------- | --------- |
| 23.08 | 14:30 | Alemania | -        | España   | 29-23     |

### Final
| Fecha | Hora  | Partido¹ | Partido¹ | Partido¹  | Resultado |
| ----- | ----- | -------- | -------- | --------- | --------- |
| 23.08 | 17:00 | Croacia  | -        | Dinamarca | 26-32     |

## Partidos de Clasificación

### 21/24 Puesto
| Fecha | Hora  | Partido¹ | Partido¹ | Partido¹      | Resultado |
| ----- | ----- | -------- | -------- | ------------- | --------- |
| 18.08 | 11:15 | Chile    | -        | Corea del Sur | 33-40     |
| 18.08 | 11:15 | Angola   | -        | Gabón         | 29-26     |

### 23 Puesto
| Fecha | Hora  | Partido¹ | Partido¹ | Partido¹ | Resultado |
| ----- | ----- | -------- | -------- | -------- | --------- |
| 19.08 | 14:00 | Chile    | -        | Gabón    | 23-24     |

### 21 Puesto
| Fecha | Hora  | Partido¹      | Partido¹ | Partido¹ | Resultado |
| ----- | ----- | ------------- | -------- | -------- | --------- |
| 19.08 | 16:15 | Corea del Sur | -        | Angola   | 34-21     |

### 17/20 Puesto
| Fecha | Hora  | Partido¹  | Partido¹ | Partido¹  | Resultado |
| ----- | ----- | --------- | -------- | --------- | --------- |
| 18.08 | 09:00 | Japón     | -        | Túnez     | 42-31     |
| 18.08 | 09:00 | Argentina | -        | Venezuela | 36-25     |

### 19 Puesto
| Fecha | Hora  | Partido¹  | Partido¹ | Partido¹ | Resultado |
| ----- | ----- | --------- | -------- | -------- | --------- |
| 19.08 | 14:00 | Venezuela | -        | Túnez    | 28-43     |

### 17 Puesto
| Fecha | Hora  | Partido¹  | Partido¹ | Partido¹ | Resultado |
| ----- | ----- | --------- | -------- | -------- | --------- |
| 19.08 | 16:15 | Argentina | -        | Japón    | 36-42     |

### 9/16 Puesto
| Fecha | Hora  | Partido¹    | Partido¹ | Partido¹ | Resultado |
| ----- | ----- | ----------- | -------- | -------- | --------- |
| 19.08 | 18:30 | Bielorrusia | -        | Austria  | 25-22     |
| 19.08 | 20:45 | Egipto      | -        | Brasil   | 33-39     |
| 19.08 | 20:45 | Francia     | -        | Rumania  | 26-29     |
| 19.08 | 18:30 | Catar       | -        | Hungría  | 18-25     |

### 13/16 Puesto
| Fecha | Hora  | Partido¹ | Partido¹ | Partido¹ | Resultado |
| ----- | ----- | -------- | -------- | -------- | --------- |
| 21.08 | 17:30 | Austria  | -        | Egipto   | 28-36     |
| 21.08 | 20:00 | Francia  | -        | Catar    | 29-22     |

### 15 Puesto
| Fecha | Hora  | Partido¹ | Partido¹ | Partido¹ | Resultado |
| ----- | ----- | -------- | -------- | -------- | --------- |
| 22.08 | 15:00 | Austria  | -        | Catar    | 27-29     |

### 13 Puesto
| Fecha | Hora  | Partido¹ | Partido¹ | Partido¹ | Resultado |
| ----- | ----- | -------- | -------- | -------- | --------- |
| 22.08 | 17:30 | Egipto   | -        | Francia  | 26-27     |

### 9/12 Puesto
| Fecha | Hora  | Partido¹    | Partido¹ | Partido¹ | Resultado |
| ----- | ----- | ----------- | -------- | -------- | --------- |
| 21.08 | 15:00 | Bielorrusia | -        | Brasil   | 22-33     |
| 21.08 | 15:00 | Rumania     | -        | Hungría  | 22-30     |

### 11 Puesto
| Fecha | Hora  | Partido¹    | Partido¹ | Partido¹ | Resultado |
| ----- | ----- | ----------- | -------- | -------- | --------- |
| 22.08 | 20:00 | Bielorrusia | -        | Rumania  | 22-27     |

### 9 Puesto
| Fecha | Hora  | Partido¹ | Partido¹ | Partido¹ | Resultado |
| ----- | ----- | -------- | -------- | -------- | --------- |
| 21.08 | 20:00 | Brasil   | -        | Hungría  | 35-29     |

### 5/8 Puesto
| Fecha | Hora  | Partido¹ | Partido¹ | Partido¹  | Resultado |
| ----- | ----- | -------- | -------- | --------- | --------- |
| 22.08 | 15:00 | Suecia   | -        | Eslovenia | 33-22     |
| 22.08 | 17:30 | Noruega  | -        | Serbia    | 26-24     |

### 7 Puesto
| Fecha | Hora  | Partido¹  | Partido¹ | Partido¹ | Resultado |
| ----- | ----- | --------- | -------- | -------- | --------- |
| 22.08 | 15:00 | Eslovenia | -        | Serbia   | 31-39     |

### 5 Puesto
| Fecha | Hora  | Partido¹ | Partido¹ | Partido¹ | Resultado |
| ----- | ----- | -------- | -------- | -------- | --------- |
| 22.08 | 15:00 | Suecia   | -        | Noruega  | 20-26     |

## Medallero
| Dinamarca | Croacia | Alemania |

## Estadísticas

### Clasificación general
| Dinamarca         |
| Croacia           |
| Alemania          |
| 4. España         |
| 5. Noruega        |
| 6. Suecia         |
| 7. Serbia         |
| 8. Eslovenia      |
| 9. Brasil         |
| 10. Hungría       |
| 11. Rumania       |
| 12. Bielorrusia   |
| 13. Francia       |
| 14. Egipto        |
| 15. Catar         |
| 16. Austria       |
| 17. Japón         |
| 18. Argentina     |
| 19. Túnez         |
| 20. Venezuela     |
| 21. Corea del Sur |
| 22. Angola        |
| 23. Gabón         |
| 24. Chile         |